# Petropàvlovsk-Kamtxatski
|  | Aquest article tracta sobre la població de Kamtxatka. Vegeu-ne altres significats a «Petropavl». |

Petropàvlovsk-Kamtxatski (rus: Петропа́вловск-Камча́тский) o Petropàvlovsk de Kamtxatka és la capital de l'óblast de Kamtxatka. La població de la ciutat té un creixement ràpid, i el 2004 s'hi comptaven 202.000 habitants. Està dividida en dos barris, Octubre (Октябрьский, Oktiabrski) i Lenin (Ленинский, Lèninski). Altres localitats dels voltants són Kliutxí, etc. Al nord de la ciutat hi ha els volcans Koriakski i Avatxinski.

## Clima
En la classificació climàtica de Köppen queda dins el tipus Dfc, temperat amb hivern fred; tot i així, comparativament, l'hivern és suau respecte al siberià. L'estiu és molt fresc amb el màxim de temperatures desplaçat al mes d'agost. La precipitació mitjana triplica l'habitual de Sibèria, amb un hivern amb molta neu.
| Temperatures i precipitacions mitjanes de Petropàvlovsk-Kamtxatski, Kamtxatka | Temperatures i precipitacions mitjanes de Petropàvlovsk-Kamtxatski, Kamtxatka | Temperatures i precipitacions mitjanes de Petropàvlovsk-Kamtxatski, Kamtxatka | Temperatures i precipitacions mitjanes de Petropàvlovsk-Kamtxatski, Kamtxatka | Temperatures i precipitacions mitjanes de Petropàvlovsk-Kamtxatski, Kamtxatka | Temperatures i precipitacions mitjanes de Petropàvlovsk-Kamtxatski, Kamtxatka | Temperatures i precipitacions mitjanes de Petropàvlovsk-Kamtxatski, Kamtxatka | Temperatures i precipitacions mitjanes de Petropàvlovsk-Kamtxatski, Kamtxatka | Temperatures i precipitacions mitjanes de Petropàvlovsk-Kamtxatski, Kamtxatka | Temperatures i precipitacions mitjanes de Petropàvlovsk-Kamtxatski, Kamtxatka | Temperatures i precipitacions mitjanes de Petropàvlovsk-Kamtxatski, Kamtxatka | Temperatures i precipitacions mitjanes de Petropàvlovsk-Kamtxatski, Kamtxatka | Temperatures i precipitacions mitjanes de Petropàvlovsk-Kamtxatski, Kamtxatka | Temperatures i precipitacions mitjanes de Petropàvlovsk-Kamtxatski, Kamtxatka |
| Mes                                                                           | Gen                                                                           | Feb                                                                           | Mar                                                                           | Abr                                                                           | Mai                                                                           | Jun                                                                           | Jul                                                                           | Ago                                                                           | Set                                                                           | Oct                                                                           | Nov                                                                           | Des                                                                           | Any                                                                           |
| ----------------------------------------------------------------------------- | ----------------------------------------------------------------------------- | ----------------------------------------------------------------------------- | ----------------------------------------------------------------------------- | ----------------------------------------------------------------------------- | ----------------------------------------------------------------------------- | ----------------------------------------------------------------------------- | ----------------------------------------------------------------------------- | ----------------------------------------------------------------------------- | ----------------------------------------------------------------------------- | ----------------------------------------------------------------------------- | ----------------------------------------------------------------------------- | ----------------------------------------------------------------------------- | ----------------------------------------------------------------------------- |
| Record altes °C (°F)                                                          | 4.4 (40)                                                                      | 3.6 (38)                                                                      | 6.8 (44)                                                                      | 18.1 (65)                                                                     | 20.6 (69)                                                                     | 27.6 (82)                                                                     | 29.4 (85)                                                                     | 27.2 (81)                                                                     | 24.4 (76)                                                                     | 17.8 (64)                                                                     | 12.6 (55)                                                                     | 6.1 (43)                                                                      | 29,4 (85)                                                                     |
| Mitjana més altes °C (°F)                                                     | -5.5 (22)                                                                     | -4.5 (24)                                                                     | -2.6 (27)                                                                     | 1.1 (34)                                                                      | 5.5 (42)                                                                      | 10.5 (51)                                                                     | 13.9 (57)                                                                     | 15.0 (59)                                                                     | 12.4 (54)                                                                     | 7.4 (45)                                                                      | 0.4 (33)                                                                      | -4.1 (25)                                                                     | 4,1 (39)                                                                      |
| Mitjana més baixes °C (°F)                                                    | -10.8 (13)                                                                    | -10.0 (14)                                                                    | -8.0 (18)                                                                     | -3.7 (25)                                                                     | 0.5 (33)                                                                      | 4.8 (41)                                                                      | 8.2 (47)                                                                      | 9.1 (48)                                                                      | 6.3 (43)                                                                      | 1.9 (35)                                                                      | -4.4 (24)                                                                     | -8.8 (16)                                                                     | −1,2 (30)                                                                     |
| Record baixes °C (°F)                                                         | -28.6 (-19)                                                                   | -31.7 (-25)                                                                   | -24.8 (-13)                                                                   | -14.8 (5)                                                                     | -10.0 (14)                                                                    | -5.5 (22)                                                                     | 0.1 (32)                                                                      | 0.2 (32)                                                                      | -3.2 (26)                                                                     | -8.6 (17)                                                                     | -16.5 (2)                                                                     | -26.0 (-15)                                                                   | −31,7 (−25)                                                                   |
| Precipitació mm (inches)                                                      | 69 (2.72)                                                                     | 59 (2.32)                                                                     | 52 (2.05)                                                                     | 53 (2.09)                                                                     | 49 (1.93)                                                                     | 57 (2.24)                                                                     | 75 (2.95)                                                                     | 99 (3.9)                                                                      | 100 (3.94)                                                                    | 133 (5.24)                                                                    | 81 (3.19)                                                                     | 98 (3.86)                                                                     | 895 (35,24)                                                                   |
| Font: Погода и климат                                                         |                                                                               |                                                                               |                                                                               |                                                                               |                                                                               |                                                                               |                                                                               |                                                                               |                                                                               |                                                                               |                                                                               |                                                                               |                                                                               |

## Ciutats agermanades
- Unalaska, Estats Units (1990)
- Kushiro, Hokkaido, Japó (1998)
- Sebastòpol, Ucraïna/Rússia (2009)

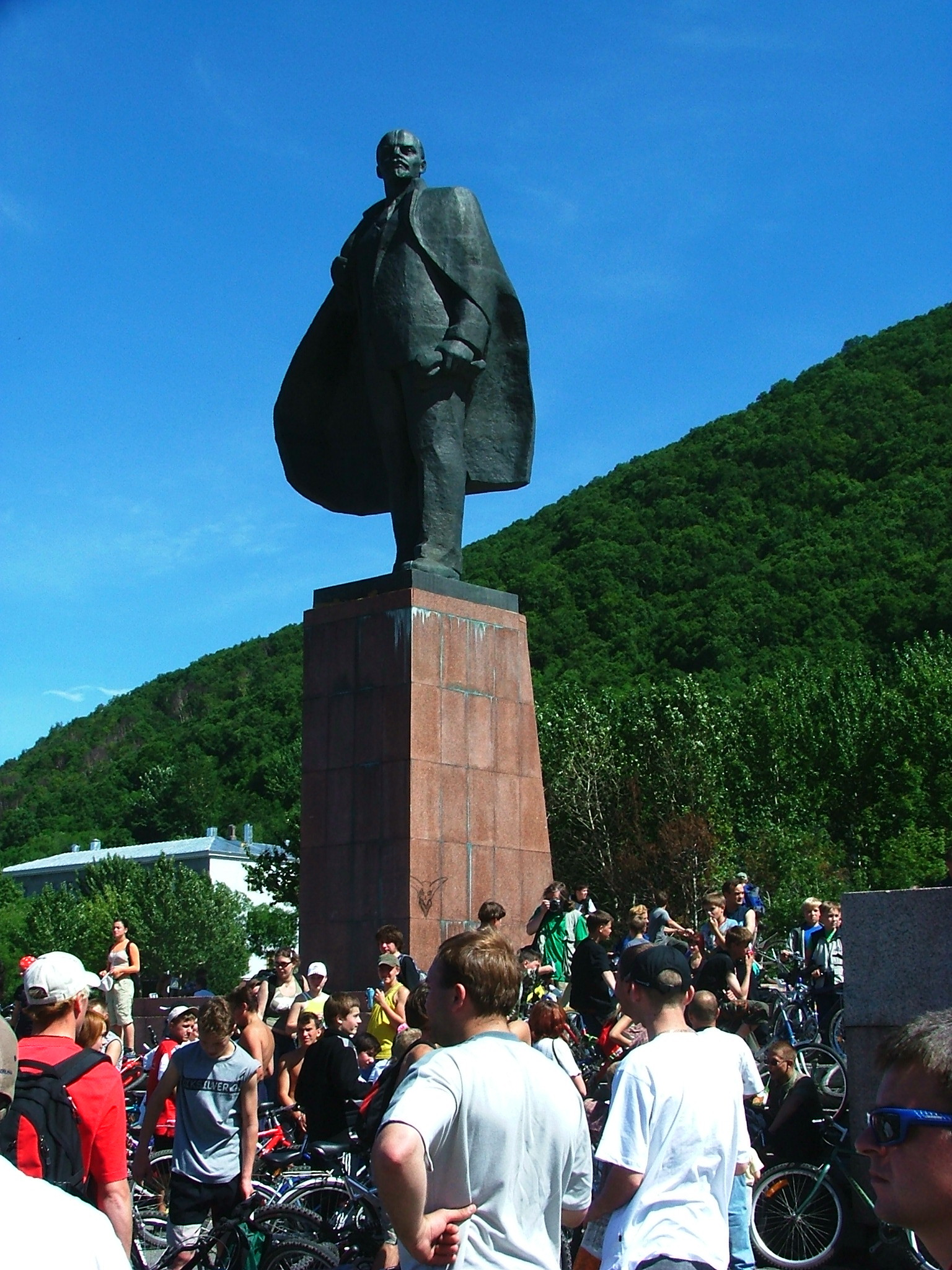
Plaça de Lenin
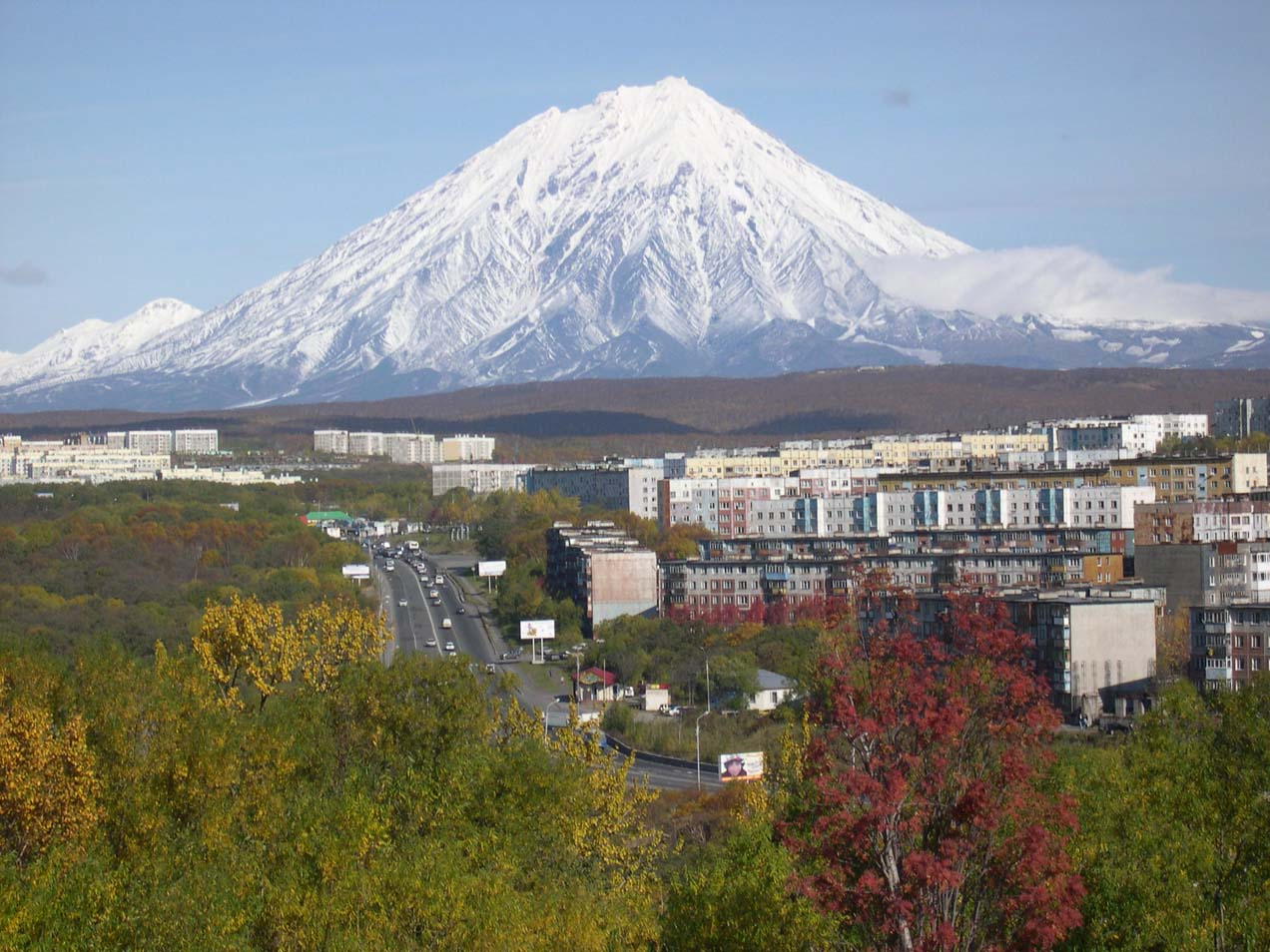
Vista de Koryakskaya, Octubre 2005
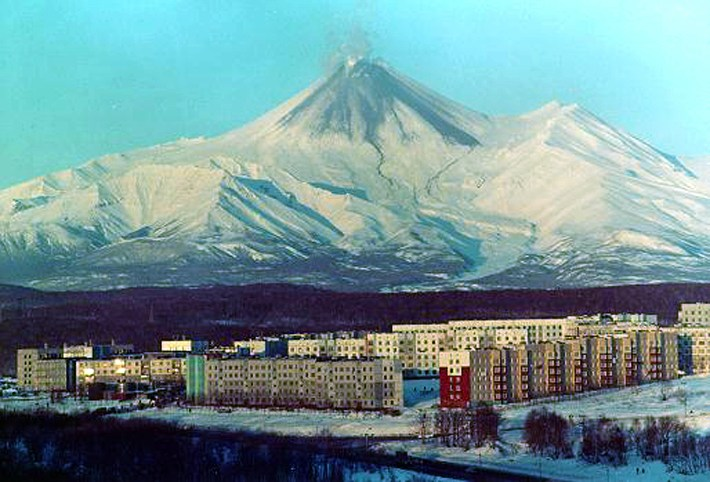
Volcà Avachinsky des de la ciutat
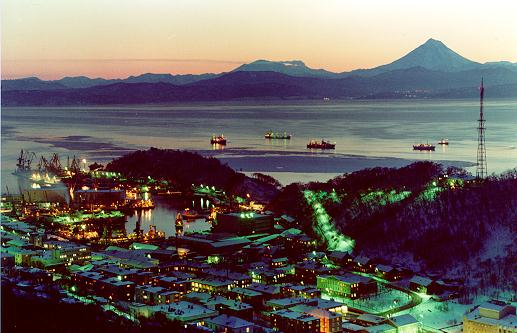
Petropavlovsk Kamchatsky a la nit